# جرزی (پارچه)
جرزی (به انگلیسی: Jersey) یا جرزی یا (با تلفظ فرانسوی) ژرزه؛ یک پارچهٔ بافتنی است که عمدتاً برای تولید پوشاک استفاده می‌شود. در ابتدا از پشم ساخته می‌شد، اما امروزه از پشم، پنبه یا الیاف مصنوعی ساخته می‌شود.
پارچه‌های جرزی به راحتی شسته می‌شوند و تنها مشکل آن‌ها اتو کردن است، چرا که این پارچه‌ها به دلیل داشتن حالت ارتجاعی، شکل خود را از دست می‌دهند.

## خاستگاه‌ها

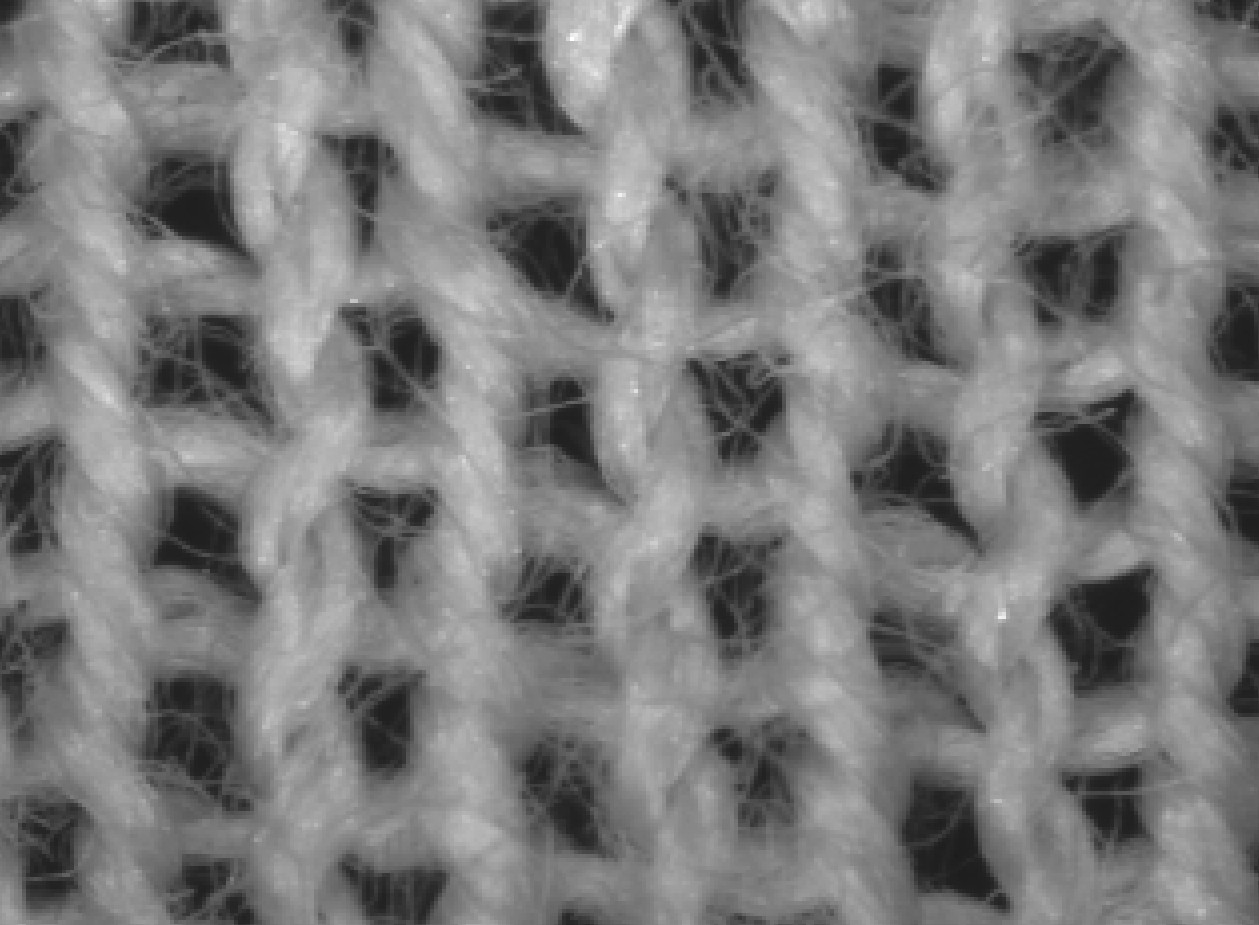
نمای جلو از جرزی، زیر میکروسکوپ.

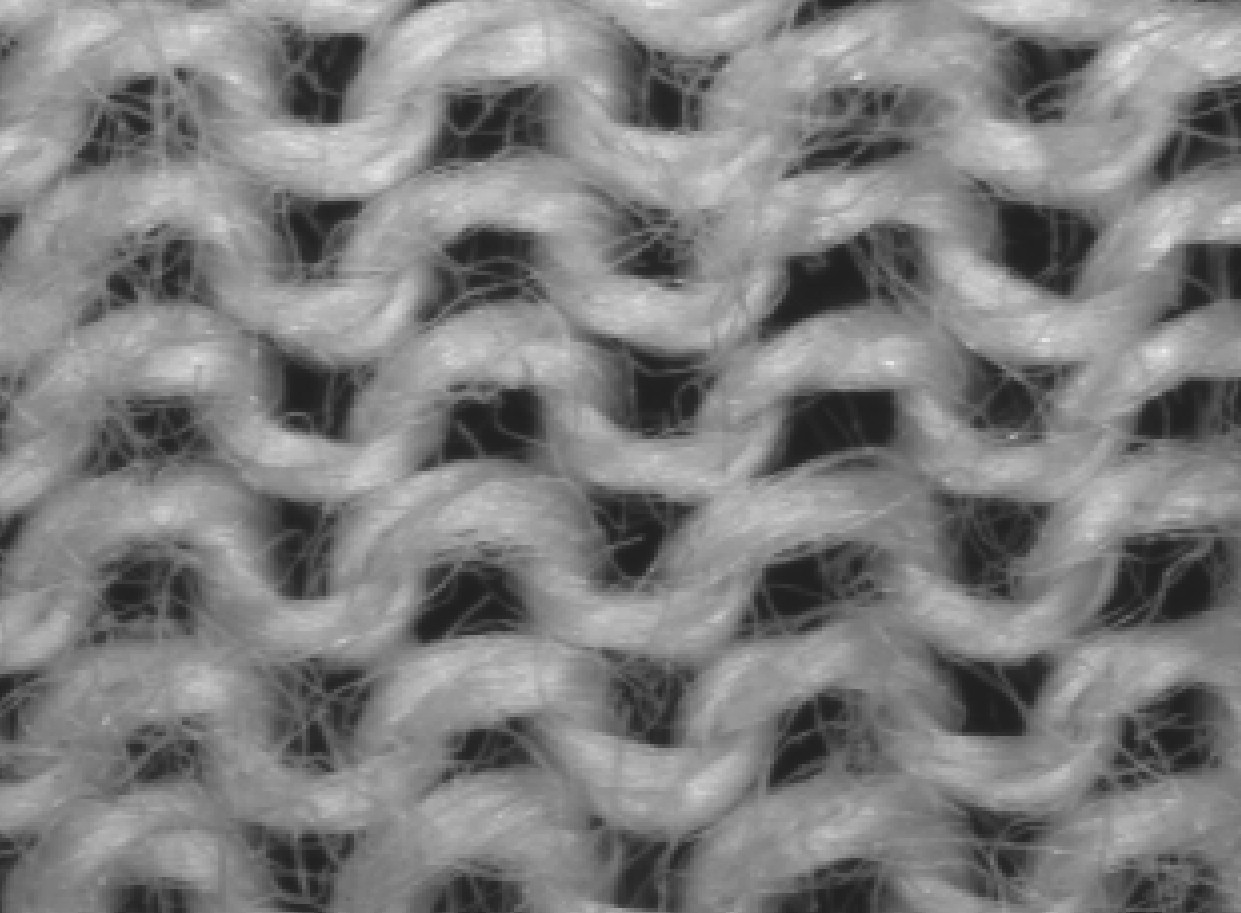
نمای پشت از جرزی، زیر میکروسکوپ.

پارچهٔ جرزی در جزایر مانش، به ویژه در جزیرهٔ جرزی، جایی که به‌ طور سنتی برای لباس زیر و ژاکت برای ماهیگیران به کار برده می‌شد، سرچشمه گرفته است. این پارچهٔ همه‌کاره ریشه‌های تاریخی دارد که قدمت آن به قرون وسطی بازمی‌گردد، زمانی که جرزی صادرکنندهٔ قابل توجهی از کالاهای بافتنی بود. امروزه پارچهٔ جرزی به دلیل ویژگی‌های سبک‌وزنی و کشسانی آن ارزشمند است و اغلب از موادی مانند ابریشم مصنوعی یا ویسکوز ساخته می‌شود که بافتی نرم و پارچه‌ای عالی ارائه می‌دهد. بسیاری از نسخه‌های مدرن پارچه‌های جرزی دارای لایکرا، اسپندکس یا الاستین هستند تا قابلیت کشش را افزایش دهند.
پارچهٔ جرزی در ابتدا از پشم بافته می‌شد، اما از آن زمان تا کنون تکامل یافته و شامل پنبه و ترکیبات مصنوعی نیز می‌شود، با نسبت‌های رایج ۵۰/۵۰ یا ۶۰/۴۰. این ترکیبات بر دوام و راحتی پارچه تأثیر می‌گذارد و باعث می‌شود که به‌طور گسترده‌ای در لباس‌هایی مانند تی-شرت و لباس زیر استفاده شود. اگرچه این یک مادهٔ پایه‌لایهٔ ایده‌آل است، اما پارچهٔ جرزی فاقد عایق و دوام برخی از منسوجات دیگر است. نام «جرزی» احتمالاً ریشه در انگلیسی و اسکاندیناوی قدیم دارد که به معنای «جزیره» است که منشأ جغرافیایی و تاریخی آن است.

## تاریخچه
این ماده برای اولین بار در جرزی، جزایر مانش، که از زمان قرون وسطی صادرکنندهٔ مهم کالاهای بافتنی بوده است، تولید شد.
در سال ۱۹۱۶ میلادی، گبریل «کوکو» شنل صنعت مد را با استفاده از جرزی در زمانی که به شدت با لباس زیر مرتبط بود، ناراحت کرد. وُگ در سال ۱۹۹۹ میلادی گفت: «این طراح جرزی را همان چیزی که امروز است، ساخته است — ما امیدواریم که او راضی باشد.»، «این تقریباً به اندازهٔ سرژ آبی بخشی از زندگی ما است.»

## ساختار
جرزی پارچه‌ای بافتنی است که بر روی یک دسته سوزن بافته می‌شود و تمام حلقه‌ها در یک جهت شبکه‌ای هستند. به‌طور کلی، آن را با بخیهٔ ساده می‌بافند. به آن هموار نیز گفته می‌شود. از سوی دیگر، جرزی دوتایی با استفاده از دو ست سوزن بافته می‌شود، در لبه‌ها (هنگام برش) پیچ نمی‌خورد و ساختار پایدارتری دارد.